# Hullersen
Hullersen é um distrito da cidade de Einbeck , na Baixa Saxônia. Situa-se às margens do rio Ilme, cerca de 3 km a oeste do núcleo da cidade de Einbeck, a cujo município foi anexada em 1º de fevereiro de 1971.
Eunice Schenitizki, natural de Campos Gerais-MG, Brasil, é a prefeita local desde 22 de novembro de 2011. Ela integra o Conselho Distrital. composto por cinco membros.